# Leiterberg (Allgäuer Alpen)
Der Leiterberg ist ein 1626 m ü. NHN hoher Nebengipfel des Hochgrats in den Allgäuer Alpen.

## Geographie
Geographisch ist der Leiterberg ein Nebengipfel des Hochgrats, während er geologisch einen eigenen, parallel zur Hochgratkette verlaufenden Bergrücken bildet. Er wirkt nahe der zentralen und zugleich höchsten Erhebungen des gesamten Nagelfluhgebiets unscheinbar, ist aber mit seinen 1626 m Höhe höher als der Hochhäderich und der Falken auf der westlichen, und der Bärenkopf sowie der Mittagberg auf der östlichen Seite der Hochgratkette.
Die Europäische Hauptwasserscheide überquert nach dem Hochgrat und dem Sattel dazwischen auch den Leiterberg, um dann im Süden zum Girenkopf, Heidenkopf und danach zum Siplingerkopf weiterzulaufen.

## Wirtschaftliche Bedeutung

### Alpwirtschaften
Insbesondere die sonnenreichen Südhänge werden für sommerliche Bestückung mit Galtvieh verwendet.
- Gelchenwanger Alpe (Ausläufer am Leiterberg)
- Oberberggundalpe 1487 m
- Unterberggundalpe (verfallen)
- Scheidwangalpe 1312 m (Ausläufer)
- Obere Samansbergalpe 1210 m
- Leiterbergalpe 1096 m[2]
- Untere Samansbergalpe 1091 m

### Tourismus
Aus der Perspektive des Oberstaufener Fremdenverkehrs steht der Leiterberg im Schatten des Hochgrats und wird deshalb auch nur sehr marginal beworben. Seine touristisch nicht unerhebliche Bedeutung bekommt er durch seine zentrale Lage zwischen Hochgrat- und Siplingerkette. Er bildet den gemeinsamen Abschluss des Gunzesrieder Tals und des Lecknertals. Durch die Länge dieser beiden Täler wird eine Tour von Gunzesried oder von Hittisau aus (oder von Steibis oder Balderschwang über die jeweiligen Bergketten hinweg) konditionell sehr anspruchsvoll.

#### Sommer
Der Gipfel des Leiterbergs wird nur selten besucht, da er für den beträchtlichen weglosen Anmarsch keine besondere Aussicht bietet. Attraktiv ist dagegen die Infrastruktur durch größtenteils asphaltierten Zufahrtswege zu den Alphütten, die für Radtouren optimal genutzt werden kann.

#### Winter
Im Winter sind Ski- und Schneeschuhtouren wie im gesamten Allgäuer Alpenbereich möglich und bilden durch die Entlegenheit des Leiterbergs eine gewisse Herausforderung.